# Echinops (dierengeslacht)
Echinops is een monotypisch geslacht van zoogdieren uit de familie Tenrecidae (Tenreks). De wetenschappelijke naam van het geslacht werd gepubliceerd door William Charles Linnaeus Martin in 1838.

## Soort
- Echinops telfairi Martin, 1838 – Kleine egeltenrek